# Sainte-Cécile (Belgique)
Pour les articles homonymes, voir Sainte-Cécile, Sainte Cécile et Cécile.
Sainte-Cécile (en gaumais Sinte-Cicile) est une section de la ville belge de Florenville située en Région wallonne dans la province de Luxembourg.
C'était une commune à part entière avant la fusion des communes de 1977.

## Géographie
Le village est traversé à l’ouest par la route nationale 83 Arlon-Bouillon et délimité à l'est par la Semois, un affluent de la Meuse.

## Démographie
- Source: INS recensements population
- 1900 - scission de Fontenoille en 1896

## Patrimoine et culture

### Patrimoine architectural
L’église est dédiée à sainte Cécile. Cette église a hérité d'un banc de communion provenant de l'ancienne abbaye d'Orval.

## Galerie

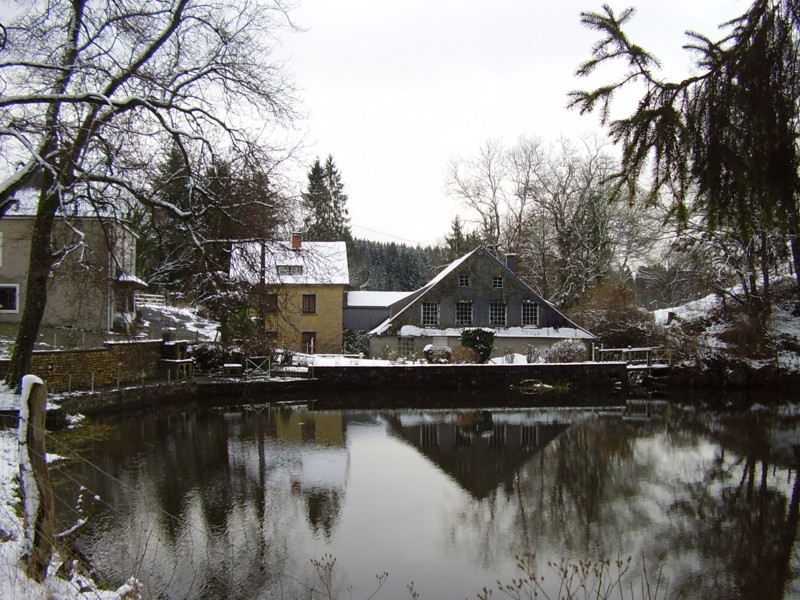
La Mécanique, ancienne forge puis filature de Sainte-Cécile.
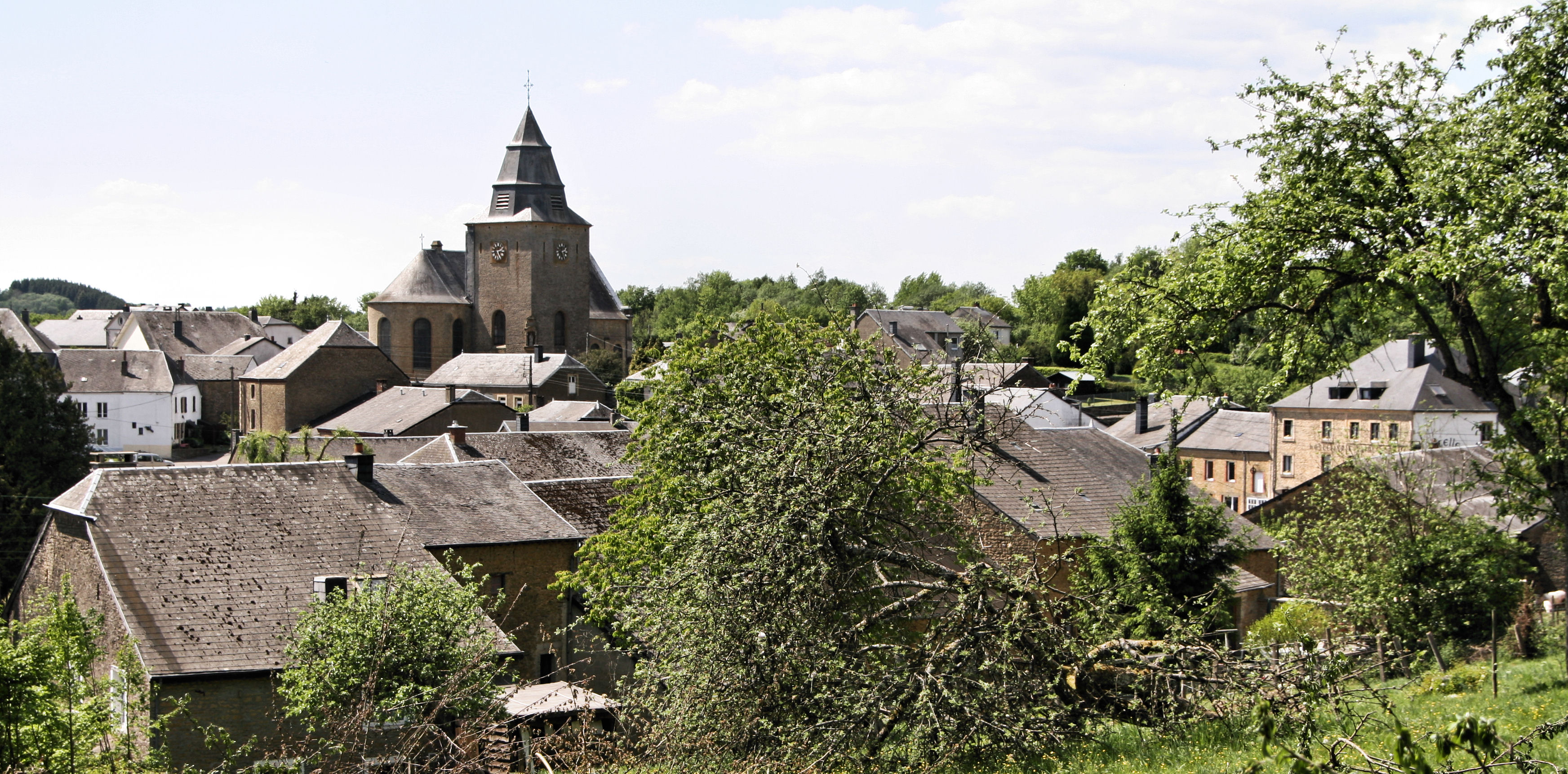
Sainte-Cécile.
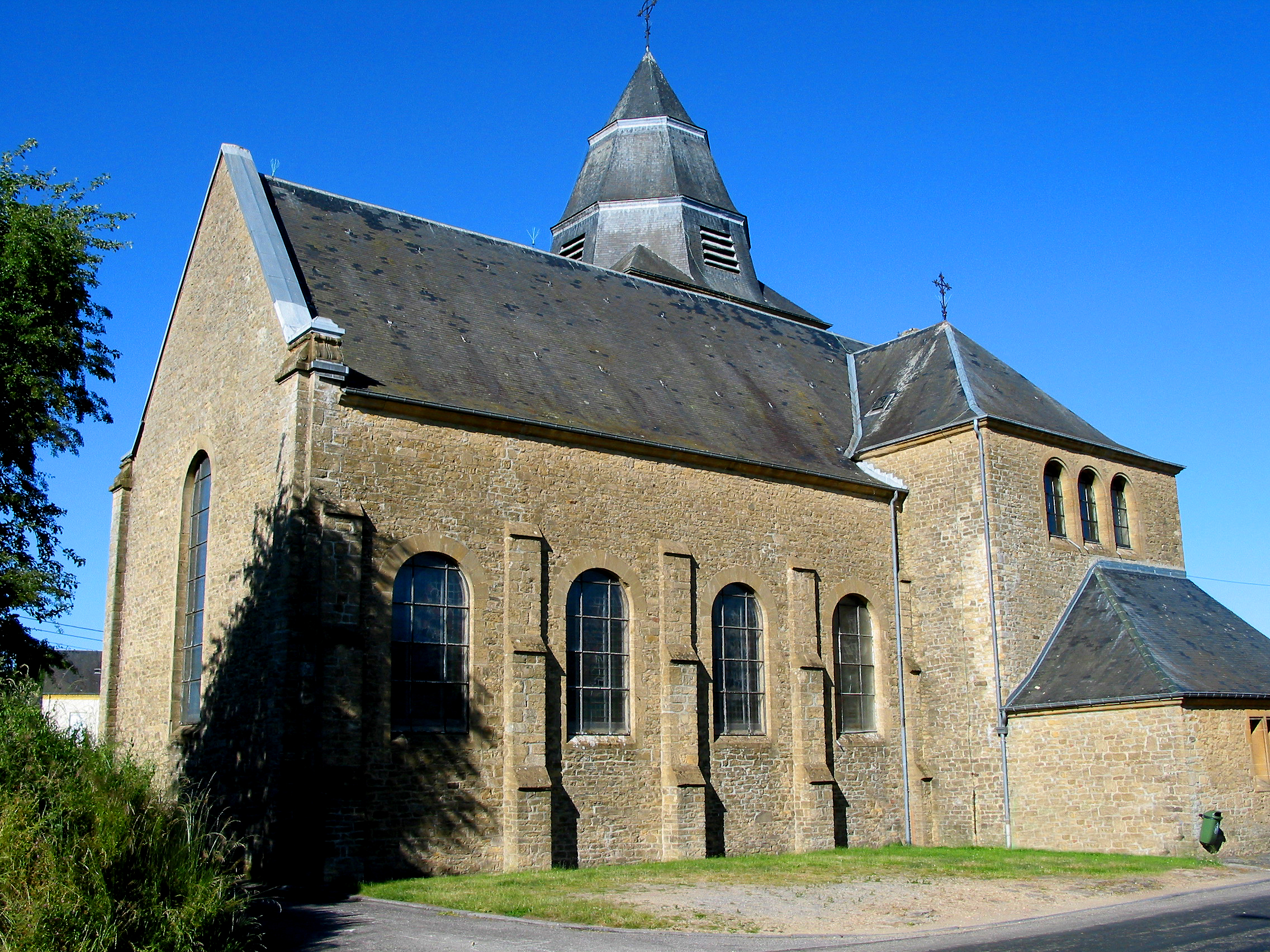
L'église Sainte-Cécile (1922).